# Neschers
Neschers település Franciaországban, Puy-de-Dôme megyében. Lakosainak száma 890 fő (2022. január 1.). Neschers Chadeleuf, Champeix, Coudes, Pardines, Plauzat, Sauvagnat-Sainte-Marthe és Les Deux-Rives községekkel határos.

## Népesség
A település népességének változása:
| Lakosok száma | 903  | 830  | 881  | 834  | 845  | 858  | 855  | 873  | 890  |
|               | 2013 | 2015 | 2016 | 2017 | 2018 | 2019 | 2020 | 2021 | 2022 |